# Laffite-Toupière
Laffite-Toupière ist eine französische Gemeinde mit 95 Einwohnern (Stand 1. Januar 2022) im Département Haute-Garonne in der Region Okzitanien (zuvor Midi-Pyrénées). Die Einwohner werden als Laffipiérois bezeichnet.

## Geographie
Umgeben wird Laffite-Toupière von den vier Nachbargemeinden:
| Auzas |                                             | Mancioux      |
|       | Kompassrose, die auf Nachbargemeinden zeigt |               |
|       | Arnaud-Guilhem                              | Saint-Martory |

## Bevölkerungsentwicklung
| Jahr                      | 1962 | 1968 | 1975 | 1982 | 1990 | 1999 | 2004 | 2014 | 2016 |
| ------------------------- | ---- | ---- | ---- | ---- | ---- | ---- | ---- | ---- | ---- |
| Einwohner                 | 112  | 93   | 76   | 80   | 81   | 70   | 78   | 102  | 107  |
| Quelle: Cassini und INSEE |      |      |      |      |      |      |      |      |      |

## Sehenswürdigkeiten
- Kirche St-Michel, erbaut im 14. Jahrhundert
- Mühle
- Waschhaus